# 宋纪蓉
宋纪蓉（1958年—），女，汉族，山东人，中国文物保护专家，故宫博物院副院长，中国民主同盟中央委员会常务委员，第十三届全国政协委员。